# 1,2-diidrossi-6-metilcicloesa-3,5-dienecarbossilato deidrogenasi
La 1,2-diidrossi-6-metilcicloesa-3,5-dienecarbossilato deidrogenasi è un enzima appartenente alla classe delle ossidoreduttasi, che catalizza la seguente reazione:
1,2-diidrossi-6-metilcicloesa-3,5-dienecarbossilato + NAD+ ⇄ 3-metilcatecolo + NADH + CO2
L'enzima è coinvolto nella via di degradazione dell'o-xilene, nei batteri.